# Филов, Богдан
Бо́гдан Димитро́в Фи́лов (болг. Богдан Димитров Филов; 10 апреля 1883 — 1 февраля 1945) — болгарский археолог, искусствовед и государственный деятель. Внёс важный вклад в изучение античного искусства. В 1918 году открыл некрополь железного века Требеништа, богатый изделиями из золота и железа. Ректор Софийского университета в 1931—1932 годах. Кроме того, в 1937—1944 годах занимал должность президента Болгарской академии наук.
Председатель Совета Министров в 1940–1943 и регент Болгарии в 1943–1944 годах. Под его руководством Болгария вступила во Вторую мировую войну на стороне гитлеровской Германии.

## Политическая деятельность
В 1938 году занял должность министра народного просвещения.
В 1938 году вместе с Б. Йоцовым начал издание ежеквартального журнала «Родина», в котором пропагандировались идеи нацизма, фашизма и расовая теория.
В 1940 году занял должность премьер-министра Болгарии и занимал эту должность в 57-м и 58-м правительствах (1940—1943).
1 марта 1941 года как глава болгарского правительства подписал в Вене договор о присоединении Болгарии к Берлинскому пакту. 25 ноября 1941 года подписал договор о присоединении Болгарии к «Антикоминтерновскому пакту».
После смерти царя Бориса III в августе 1943 года занимал должность регента при малолетнем царе Симеоне II, ушёл в отставку в августе 1944 года.
Арестован и по приговору так называемого Народного суда и расстрелян вместе с рядом других болгарских профашистских политиков. Реабилитирован посмертно решением № 172 Верховного суда Болгарии в 1996 году.

## Известные ученики
- Тодор Герасимов — болгарский историк, археолог, нумизмат.